# Cantó de Troyes-2
El cantó de Troyes-2 és un cantó francès del departament de l'Aube, situat al districte de Troyes. Té 8 municipis i part del de Troyes.

## Municipis
- Creney-près-Troyes
- Lavau
- Mergey
- Pont-Sainte-Marie
- Saint-Benoît-sur-Seine
- Sainte-Maure
- Troyes (part)
- Vailly
- Villacerf

## Història
| Data d'elecció                           | Identitat        | Partit                       | Qualitat |
| ---------------------------------------- | ---------------- | ---------------------------- | -------- |
| 1945-1952                                | Gabriel Thierry  | SFIO                         |          |
| 1951-1964                                | Jean Durlot      | RPF, després RS, després UNR |          |
| 1964-1970                                | Gabriel Thierry  | SFIO                         |          |
| 1970-1973                                | Adrien Gennevois | PCF                          |          |
| 1973-1992                                | Robert Royer     | RPR                          |          |
| 1992-2010                                | Claude Bertrand  | RPR, després UMP             |          |
| 2010-                                    | Jacky Raguin     | Divers droite                |          |
| les dades anteriors no són pas conegudes |                  |                              |          |
|                                          |                  |                              |          |